# Kristallijn gesteente
Kristallijn gesteente is gesteente waarvan de textuur is opgebouwd uit kristallen van één of meerdere mineralen of mineraloïden. Vrijwel alle metamorfe en stollingsgesteenten zijn kristallijn, maar ook sommige sedimentaire gesteenten.

## Soorten kristallijne gesteenten
Stollingsgesteente ontstaat door het stollen van lava of magma, waarbij de verschillende chemische componenten in de vloeistof uitkristalliseren als mineralen. Bij metamorfe gesteenten zijn de mineralen door metamorfose omgevormd tot andere mineralen, de textuur blijft (of wordt) daarbij kristallijn.
Kristallijne sedimentaire gesteenten zijn bijvoorbeeld evaporieten, die ontstaan bij het verdampen van water, waarbij de daarin opgeloste mineralen uitkristalliseren. Vaak is kalksteen door rekristallisatie ook kristallijn van textuur geworden.

## Kristalliniteit
In de geologie wordt kristalliniteit in mineralen en gesteenten omschreven aan de hand van de mate van kristalliniteit en de schaal van deze kristallijne gebieden (kristallen of kristallieten). Als er sprake is van verschillende chemische verbindingen, zoals bij mineralen en gesteenten voorkomt, spreekt men ook van amorfe, kristallijne en polykristallijne materie.

### Kristalliniteitniveaus
Geologen omschrijven de kristalliniteit in gesteenten met de volgende termen, aan de hand van vier mate van kristalliniteit (niveaus):
- holokristallijn

volledig kristallijn,
- hypokristallijn

gedeeltelijk kristallijn, met kristal ingebed in een amorfe of glasachtige matrix,
- hypohyalijn

gedeeltelijk glasachtig,
- holohyaline

volledige glasachtig, bijvoorbeeld obsidiaan of kwartsglas.

### Kristalliniteit op basis van schaal

#### Cryptokristallijn
Als een gesteente of mineraal bestaat uit minuscuul kleine kristallieten, die zo klein zijn dat ze met het blote oog en een gewone lichtmicroscoop niet zichtbaar zijn, gebruikt men de term cryptokristallijn. Deze grootte van kristallieten wordt onderzocht met materiaalanalyse-technieken, zoals diffractie.

#### Microkristallijn
Microkristallijn duidt op structuren die zo fijn zijn dat alleen microscopisch onderzoek kan aantonen dat zij uit kristallen en niet uit amorf materiaal of uit glas bestaan. Oftewel, kristalliniteit op microscopische schaal. Een voorbeeld van een dergelijke structuur is microkristallijn cellulose of MCC (van het Engelse microcrystalline cellulose).

#### Macrokristallijn
Macrokristallijne gesteenten bestaan uit kristallen, die groot genoeg zijn dat deze gemakkelijk te identificeren zijn met het blote oog. Deze schaal van kristallen komt voor in dieptegesteenten, welke langzaam genoeg afkoelen voor kristalgroei. Pegmatiet staat bekend om haar extreem grote kristallen.